# Enseingnemenz qui enseingnent a apareillier toutes manieres de viandes
Les Enseingnemenz qui enseingnent a apareillier toutes manieres de viandes, souvent abrégé en Enseingnemenz ou Enseignements, est un recueil de recettes médiéval anonyme considéré comme le plus ancien livre de cuisine en français. Il est daté au plus tard du tout début du XIVe siècle, mais remonte à une tradition qui s'inscrit dans le XIIIe siècle.
Ce livre est une source précieuse pour la connaissance de la cuisine médiévale.

## Ouvrage
Les Enseingnemenz qui enseingnent a apareillier toutes manieres de viandes peut se traduire, en français moderne, par les « Enseignements qui apprennent à préparer toutes sortes de viandes », ou encore, les « Enseignements qui apprennent à préparer toutes sortes de plats ».
Le texte original en moyen français des Enseingnemenz est conservé dans un unique recueil, le manuscrit latin 7131 de la Bibliothèque nationale de France, où il voisine avec deux traités culinaires en langue latine, le Tractatus de modo preparandi et condiendi omnia cibaria et le Liber de coquina. Ce manuscrit, qui regroupe par ailleurs des textes de chirurgie, de médecine et d'agronomie, a très probablement appartenu au médecin normand Henri de Mondeville, chirurgien du roi de France Philippe le Bel. Selon Bruno Laurioux, ce manuscrit aurait été constitué à Paris entre 1304 et 1314, ce qui fournit un terminus ad quem pour la rédaction des Enseingnemenz. La version du texte contenue dans le manuscrit étant une copie et non le texte original, l'ouvrage est donc forcément antérieur. L'original pourrait remonter, d'après Laurioux, « à une période bien plus ancienne que le début du XIVe siècle ». 
Vers 1367-1370, le médecin allemand Reimbotus de Castro, qui étudiait alors à Paris, fit établir une traduction latine des Enseingnemenz, intitulée Doctrine preparacionis ciborum.
Les Enseingnemenz connurent cependant une diffusion limitée et semblent être tombés dans l'oubli au XVe siècle. 
Bruno Laurioux considère les Enseingnemenz comme une « œuvre incontestablement parisienne », puisque c'est dans la capitale française que l'unique manuscrit connu a été copié au début du XIVe siècle et qu'un médecin allemand en fit établir une traduction latine dans les années 1360.

## Éditions et traductions
Le texte a été découvert au XIXe siècle et publié pour la première fois par Louis Douët d'Arcq en 1860. 
D'autres éditions du texte original ont suivi : celle de Jérôme Pichon et Georges Vicaire en 1892 en annexe de leur édition d'un autre livre de cuisine médiéval, le Viandier attribué à Taillevent ; celle de Grégoire Lozinski en 1933, en annexe de sa publication de la Bataille de Caresme et Charnage ; celle de Carole Lambert en 1989 ; celle de Thomas Gloning (de), version corrigée de celle de Lozinski.  
Deux traductions en français moderne du texte complet existent : celle d'Annick Englebert, disponible gratuitement en ligne et celle de Jean-François Kosta-Théfaine, publiée en 2010.

### Études
- Bruno Laurioux, Le règne de Taillevent : livres et pratiques culinaires à la fin du Moyen âge, Paris, Publications de la Sorbonne, 1997, 424 p. (ISBN 2-85944-319-3 et 9782859443191, lire en ligne)

### Éditions et traductions desEnseingnemenz
Éditions du texte original
- Louis Douët d'Arcq, « Un petit traité de cuisine écrit en français au commencement du XIVe siècle », Bibliothèque de l'École des chartes, vol. 21,‎ 1860, p. 209-227 (DOI 10.3406/bec.1860.445703, lire en ligne).

- Jérôme Pichon et Georges Vicaire (éditeurs), « Traité de cuisine écrit vers 1300 », dans Jérôme Pichon et Georges Vicaire, Le Viandier de Guillaume Tirel, dit Taillevent, Paris, Techener, 1892 (lire en ligne), p. 113-128.

- Thomas Gloning, Enseignements [en ligne] Transcription en ligne corrigée du texte original d'après l'édition de G. Lozinski, par Thomas Gloning.

- Grégoire Lozinski (éditeur scientifique), « Enseingnemenz qui enseingnent a apareillier toutes manieres de viandes », dans Grégoire Lozinski, éditeur scientifique, La Bataille de Caresme et de Charnage, Paris, Honoré Champion, 1933 (lire en ligne), p. 181-187. Édition du texte original du manuscrit BNF, ms. lat. 7131.

Traductions en français moderne
- Annick Englebert, Les Enseignemenz qui enseingnent a apareillier toutes manieres de viandes sur Gastronomie historique [en ligne]. Édition en ligne du texte original en moyen français avec, en regard, une traduction en français moderne par Annick Englebert.
  - Autre version

- Jean-François Kosta-Théfaine (éditeur et traducteur), Les Enseignements qui apprennent à préparer toutes sortes de plats (Les Enseingnemenz qui enseignent à apareiller toutes manieres de viandes) : Recettes de cuisine du XIVe siècle, Clermont-Ferrand, Éditions Paleo, 2010, 123 p. (ISBN 978-2-84909-550-8, présentation en ligne) Édition du texte original en moyen français avec, en regard, une traduction en français moderne, complétée par une introduction, une annexe et un glossaire.

Traductions en anglais
- (en) Daniel Myers (traducteur), « Lessons which teach the preparation of all manner of meats », sur Medieval Cookery, 2005. Traduction en anglais d'après l'édition du texte origjnal de Thomas Gloning

- (en) Jim Chevallier (traducteur), How to Cook a Golden Peacock : Enseingnemenz Qui Enseingnent à Apareillier Toutes Manières de Viandes - A little Known Cookbook from Medieval France, Chez Jim, 2012 (ISBN 978-1-300-02217-6, présentation en ligne). Traduction en anglais